# OK Vojvodina Novi Sad
Der OK Vojvodina ist der Volleyballklub des serbischen Sportvereins Vojvodina Novi Sad. Die Volleyballer sind in der ersten serbischen Liga und in der Champions League aktiv.

## Nationale Liga und Pokal
1987 gewann OK Vojvodina erstmals die jugoslawische Meisterschaft. Es folgten zahlreiche weitere nationale Titel in Jugoslawien, Serbien und Montenegro sowie Serbien.

## Europapokal
Seit den 1980er Jahren nahm OK Vojvodina an mehreren europäischen Pokalwettbewerben teil.

## Bekannte ehemalige Spieler
- Nikola Grbić
- Vladimir Grbić
- Veljko Petković
- Bojan Janić
- Slobodan Boškan
- Andrija Gerić
- Marko Podraščanin
- Slobodan Kovač
- Đula Mešter